# Чемпионат России по хоккею с шайбой 2003/2004
Чемпионат России по хоккею с шайбой сезона 2003/2004 — стартовал 10 сентября (Суперлига) и 13 сентября (Высшая лига) 2003 года. Завершился 10 апреля (Суперлига) и 22 апреля (Высшая лига) 2004 года. Финал Суперлиги завершился в Магнитогорске в 5 матче серии победой омского "Авангарда". Бронзовые медали завоевала тольяттинская "Лада".

## Суперлига

### Регламент
В высшем дивизионе (Суперлиге) принимают участие 16 команд.
Сезон разделен на 2 этапа: регулярный чемпионат и плей-офф. На 1-м этапе команды играют круговой турнир по четыре матча с каждой командой (два матча дома и два в гостях), то есть 60 матчей каждая.
На 1-м этапе команда за победу в основное время получает 3 очка, за победу в овертайме — 2 очка, за ничью или проигрыш в овертайме — 1 очко и за проигрыш в основное время — 0 очков. Если основное время матча заканчивается вничью, то назначается дополнительный пятиминутный овертайм до первой заброшенной шайбы. В овертайме на площадке с каждой стороны играют 4 полевых игрока и 1 вратарь. Если основное время для одной из команд завершилось с неоконченым штрафом, то это штрафное время переносится на овертайм.
При распределении мест в турнирной таблице в случае равенство очков у одной или более команд преимущество имеет команда:
- набравшая больше очков в микротурнире с этими командами
- имеющая наилучшую разницу шайб в микротурнире
- имеющая лучшую разницу шайб в матчах со всеми командами
- имеющая больше побед в матчах со всеми командами
- забросившая наибольшее количество шайб в матчах со всеми командами

Две последние команды покидают Суперлигу, вместо них в высший дивизион входят финалисты плей-офф Высшей лиги.
В плей-офф выходят первые 8 команд по результатам 1-го этапа. На каждой стадии плей-офф играются серии до трех побед. Соперники на каждом этапе плей-офф подбираются так, чтобы сильнейшая команда по результатам регулярного сезона играла со слабейшей, по результатам этого же регулярного сезона, командой. Команда, занявшая более высокое место в регулярном сезоне, имеет преимущество в одну домашнюю игру. Если на этапе плей-офф игра заканчивается вничью, назначается десятиминутный овертайм. Овертайм играется по тем же правилам, что и в регулярном сезоне. В случае если овертайм также не выявит победителя назначается серия буллитов по 5 бросков и, в случае ничьей после первых пяти буллитов, штрафные броски продолжаются до 1-й заброшенной шайбы.
Победитель финала получает золотые медали и звание Чемпиона России. Финалист — серебряные медали и звание вице-чемпиона. 3-е место и бронзовые медали получают неудачники полуфиналов. Остальные места распределяются по результатам регулярного сезона.

### Регулярный сезон

#### Итоговая таблица
| М  | Команда                   | И  | В  | ВО | Н  | ПО | П  | ЗШ  | ПШ  | ±Ш  | О   | %О    |
| -- | ------------------------- | -- | -- | -- | -- | -- | -- | --- | --- | --- | --- | ----- |
| 1  | «Металлург» Магнитогорск  | 60 | 35 | 2  | 4  | 1  | 18 | 176 | 129 | 47  | 114 | 63.33 |
| 2  | «Лада» Тольятти           | 60 | 30 | 2  | 8  | 5  | 15 | 120 | 95  | 25  | 107 | 59.44 |
| 3  | «Авангард» Омск           | 60 | 29 | 2  | 12 | 2  | 15 | 181 | 135 | 46  | 105 | 58.33 |
| 4  | «Металлург» Новокузнецк   | 60 | 29 | 2  | 7  | 5  | 17 | 135 | 108 | 27  | 103 | 57.22 |
| 5  | «Ак Барс» Казань          | 60 | 29 | 5  | 2  | 3  | 21 | 162 | 122 | 40  | 102 | 56.67 |
| 6  | «Динамо» Москва           | 60 | 28 | 2  | 12 | 1  | 17 | 133 | 108 | 25  | 101 | 56.11 |
| 7  | «Локомотив» Ярославль     | 60 | 27 | 2  | 9  | 1  | 21 | 156 | 123 | 33  | 95  | 52.78 |
| 8  | «Нефтехимик» Нижнекамск   | 60 | 27 | 2  | 5  | 3  | 23 | 140 | 133 | 7   | 93  | 51.67 |
| 9  | «Салават Юлаев» Уфа       | 60 | 24 | 0  | 7  | 2  | 27 | 134 | 140 | -6  | 81  | 45    |
| 10 | ЦСКА Москва               | 60 | 21 | 4  | 6  | 0  | 29 | 127 | 149 | -22 | 77  | 42.78 |
| 11 | «Сибирь» Новосибирск      | 60 | 18 | 2  | 14 | 3  | 23 | 105 | 128 | -23 | 75  | 41.67 |
| 12 | «Химик» Воскресенск       | 60 | 18 | 3  | 9  | 4  | 26 | 117 | 151 | -34 | 73  | 40.56 |
| 13 | «Северсталь» Череповец    | 60 | 19 | 4  | 5  | 3  | 29 | 135 | 152 | -17 | 73  | 40.56 |
| 14 | СКА Санкт-Петербург       | 60 | 16 | 4  | 10 | 3  | 27 | 124 | 153 | -29 | 69  | 38.33 |
| 15 | «Амур» Хабаровск          | 60 | 16 | 1  | 9  | 2  | 32 | 107 | 150 | -43 | 61  | 33.89 |
| 16 | «Торпедо» Нижний Новгород | 60 | 12 | 3  | 5  | 2  | 38 | 95  | 171 | -76 | 49  | 27.22 |

Примечание: М — место, И — количество игр, В — выигрыши в основное время, ВО — выигрыши в овертайме, Н — ничьи, ПО — проигрыши в овертайме, П — проигрыши в основное время, ЗШ — забито шайб, ПШ — пропущено шайб, ±Ш — разница шайб, О — очки, %О — процент от возможного количества набранных очков.

#### Лучшие бомбардиры
| Место | Игрок               | Команда                  | Количество игр | Очки (гол+пас) |
| ----- | ------------------- | ------------------------ | -------------- | -------------- |
| 1     | Сушинский Максим    | «Авангард» Омск          | 54             | 61 (20+41)     |
| 2     | Прокопьев Александр | «Авангард» Омск          | 60             | 57 (21+36)     |
| 3     | Разин Андрей        | ЦСКА Москва              | 57             | 52 (10+42)     |
| 4     | Затонский Дмитрий   | «Авангард» Омск          | 59             | 47 (21+26)     |
| 5     | Власак Томаш        | «Авангард» Омск          | 60             | 44 (13+31)     |
| 6     | Кудерметов Эдуард   | «Металлург» Магнитогорск | 60             | 42 (23+19)     |
| 7     | Мозякин Сергей      | ЦСКА Москва              | 45             | 40 (21+19)     |
| 8     | Патера Павел        | «Авангард» Омск          | 59             | 40 (16+24)     |
| 9     | Карпов Валерий      | «Металлург» Магнитогорск | 60             | 39 (15+24)     |
| 10    | Корешков Евгений    | «Металлург» Магнитогорск | 55             | 37 (9+28)      |
| 11    | Гоголев Дмитрий     | «Северсталь» Череповец   | 58             | 36 (15+21)     |
| 12    | Покотило Вадим      | «Амур» Хабаровск         | 60             | 36 (10+26)     |
| 13    | Епанчинцев Вадим    | «Ак Барс» Казань         | 49             | 35 (11+24)     |
| 14    | Коваленко Андрей    | «Локомотив» Ярославль    | 59             | 34 (23+11)     |
| 15    | Скугарев Александр  | «Лада» Тольятти          | 59             | 34 (21+13)     |
| 16    | Зелепукин Валерий   | СКА Санкт-Петербург      | 58             | 34 (19+15)     |
| 17    | Твердовский Олег    | «Авангард» Омск          | 57             | 34 (16+18)     |

### Плей-офф

#### 1/4 финала
- «Металлург» Новокузнецк — «Ак Барс» Казань 1:3 (0:1, 6:2, 3:4, 2:5)
- «Авангард» Омск — «Динамо» Москва 3:0 (1:0, 1:0 от, 2:1)
- «Металлург» Магнитогорск — «Нефтехимик» Нижнекамск 3:2 (1:0 от, 2:1, 0:3, 2:4, 4:2)
- «Лада» Тольятти — «Локомотив» Ярославль 3:0 (3:0, 1:0, 3:2 бул)

#### 1/2 финала
- «Металлург» Магнитогорск — «Ак Барс» Казань 3:1 (3:0, 3:1, 2:3 от, 4:1)
- «Лада» Тольятти — «Авангард» Омск 0:3 (1:3, 0:6, 0:1)

#### Финал
- «Металлург» Магнитогорск — «Авангард» Омск 2:3 (4:1, 2:1 бул, 1:2 бул, 2:3, 0:1 бул)

#### Лучшие бомбардиры плей-офф
| Место | Игрок               | Команда                  | Количество игр | Очки (гол+пас) |
| ----- | ------------------- | ------------------------ | -------------- | -------------- |
| 1     | Прокопьев Александр | «Авангард» Омск          | 11             | 8 (7+1)        |
| 2     | Сушинский Максим    | «Авангард» Омск          | 11             | 8 (2+6)        |
| 3     | Кудерметов Эдуард   | «Металлург» Магнитогорск | 13             | 7 (4+3)        |
| 4     | Симаков Алексей     | «Нефтехимик» Нижнекамск  | 5              | 6 (3+3)        |
| 5     | Соколов Андрей      | «Металлург» Магнитогорск | 13             | 6 (2+4)        |
| 6     | Корешков Александр  | «Металлург» Магнитогорск | 13             | 5 (2+3)        |
| 7     | Субботин Дмитрий    | «Авангард» Омск          | 11             | 5 (2+3)        |
| 8     | Атюшов Виталий      | «Металлург» Магнитогорск | 14             | 5 (2+3)        |
| 9     | Вайц Любомир        | «Металлург» Магнитогорск | 12             | 5 (2+3)        |
| 10    | Корешков Евгений    | «Металлург» Магнитогорск | 14             | 5 (2+3)        |
| 11    | Рябыкин Дмитрий     | «Авангард» Омск          | 11             | 5 (1+4)        |
| 12    | Варламов Евгений    | «Металлург» Магнитогорск | 14             | 5 (1+4)        |
| 13    | Затонский Дмитрий   | «Авангард» Омск          | 11             | 5 (0+5)        |
| 14    | Климентьев Сергей   | «Металлург» Магнитогорск | 14             | 5 (0+5)        |

### Итоговое распределение мест
1. «Авангард» Омск
2. «Металлург» Магнитогорск
3. «Лада» Тольятти
4. «Ак Барс» Казань
5. «Металлург» Новокузнецк
6. «Динамо» Москва
7. «Локомотив» Ярославль
8. «Нефтехимик» Нижнекамск
9. «Салават Юлаев» Уфа
10. ЦСКА Москва
11. «Сибирь» Новосибирск
12. «Химик» Воскресенск
13. «Северсталь» Череповец
14. СКА Санкт-Петербург
15. «Амур» Хабаровск
16. «Торпедо» Нижний Новгород

Примечание: «Амур» Хабаровск и «Торпедо» Нижний Новгород покинули Суперлигу. Вместо них в суперлигу вошли «Спартак» Москва и «Молот-Прикамье» Пермь.

### Личные и командные призы

#### Командные
- Приз имени Боброва — «Металлург» Магнитогорск, 206 голов в 74 играх.
- «Лучшему клубу ПХЛ» — «Металлург» Магнитогорск.

#### Личные
- «Золотая клюшка» — Олег Твердовский, «Авангард» Омск
- «Золотой шлем» — вратарь — Максим Соколов, («Авангард» Омск), защитники — Олег Твердовский («Авангард» Омск), Андрей Соколов («Металлург» Магнитогорск), нападающие — Максим Сушинский («Авангард» Омск), Александр Прокопьев («Авангард» Омск), Александр Овечкин («Динамо» Москва).
- «Самому результативному игроку» — Максим Сушинский («Авангард» Омск), 69 очков (22 гола + 47 передачи).
- «Три бомбардира» — Александра Прокопьев, Дмитрий Затонский, Максим Сушинский, «Авангард» Омск.
- «Самый результативный защитник» — Олег Твердовский, «Авангард» Омск, 36 (16+20) в 68 играх.
- «Лучший снайпер» — Александр Прокопьев, «Авангард» Омск, 28 голов в 71 играх.
- «Мастер плей-офф» — Александр Прокопьев, «Авангард» Омск, 7 голов в плей-офф (с учетом одного победного буллита).
- «Секунда» (самый быстрый гол) — Владимир Чебатуркин, «Ак Барс» Казань, гол на 8 секунде матча «Сибирь» Новосибирск — «Ак Барс» Казань (3:4) 25 сентября 2003 года.
- «Секунда» (самая поздняя по времени шайба) — Владимир Воробьев («Динамо» Москва) и Валерий Карпов («Металлург» Магнитогорск) за голы на 64:59 (оба гола в большинстве) в матчах «Сибирь» Новосибирск — «Динамо» Москва (1:2 от) 24 ноября 2003 года и «Северсталь» Череповец — «Металлург» Магнитогорск (1:2 от) 13 февраля 2004 года соответственно.
- «Железный человек» — Дмитрий Затонский, «Авангард» Омск.
- «Лучший вратарь Чемпионата России» — Максим Соколов, «Авангард» Омск.
- «Лучший новичок сезона» — Евгений Малкин, «Металлург» Магнитогорск.
- Лучшему играющему ветерану-наставнику — Сергей Осипов, «Металлург» Магнитогорск.
- «Джентльмен на льду» — Сергей Жуков, «Локомотив» Ярославль.
- «Лучшему тренеру» — Валерий Белоусов, «Авангард» Омск.
- «Золотой свисток» — Александр Поляков, Москва.
- Приз имени Валентина Лукича Сыча — Геннадий Величкин, «Металлург» Магнитогорск.
- Лучшим пишущим журналистам, освещающим хоккей — «Золотое перо» — Сергей Родиченко, «Спорт-Экспресс»; «Серебряное перо» — Владимир Мозговой, «Новая газета»; «Бронзовое перо» — Алексей Лапутин «Спорт-Экспресс».
- Лучшим теле- и радиожурналистам, освещающим хоккей — «Золотой микрофон» — Евгений Кузнецов, «Первый канал»; «Серебряный микрофон» — Тимофей Тимачев, НТВ+; «Бронзовый микрофон» — Григорий Твалтвадзе телекомпания «Спорт».
- «Богатырская атака» — Максим Сушинский, Олег Твердовский, Александр Прокопьев, все «Авангард» Омск.
- «Лучшему хоккеисту плей-офф» — Максим Соколов, «Авангард» Омск.

## Высшая лига

### Регламент
Высшая лига чемпионата России по хоккею разделена на две зоны — «Восток» и «Запад». Команды разбиты на зоны по географическому принципу.
На первом этапе команды в каждой зоне играют четырехкруговой турнир — с каждой командой 2 игры дома и 2 в гостях, то есть всего 52 игры. Назначение очков, распределение мест, регламент овертаймой и тому подобное — аналогично высшему дивизиону.
В плей-офф выходят 8 лучших команд из каждой зоны. Так как команды «Казахмыс» и «Казцинк-Торпедо» представляют Казахстан и выступают в Высшей лиге вне конкурса, то их место на этапе плей-офф занимают идущие вслед за ними в турнирной таблице российские команды.
В плей-офф первые две игры проходят на поле команды, занявшая в регулярном сезоне более низкое место. Остальные 3 игры проходят на поле команды, занявшей в регулярном сезоне более высокое место. Финалисты плей-офф получают право в следующем сезоне играть в Суперлиге.

### Регулярный сезон «Запад»
| М  | Команда                   | И  | В  | ВО | Н  | ПО | П  | ЗШ  | ПШ  | ±Ш  | О   | %О    |
| -- | ------------------------- | -- | -- | -- | -- | -- | -- | --- | --- | --- | --- | ----- |
| 1  | «Спартак» Москва          | 60 | 53 | 1  | 4  | 0  | 2  | 258 | 87  | 171 | 165 | 91.67 |
| 2  | «Нефтяник» Альметьевск    | 60 | 44 | 2  | 5  | 2  | 7  | 215 | 118 | 97  | 143 | 79.44 |
| 3  | ХК «Витязь»               | 60 | 35 | 0  | 11 | 1  | 13 | 171 | 120 | 51  | 117 | 65    |
| 4  | «Нефтяник» Лениногорск    | 60 | 31 | 1  | 9  | 3  | 16 | 174 | 127 | 47  | 107 | 59.44 |
| 5  | «Ижсталь» Ижевск          | 60 | 25 | 2  | 10 | 4  | 19 | 142 | 129 | 13  | 93  | 51.67 |
| 6  | «Крылья Советов» Москва   | 60 | 25 | 6  | 2  | 2  | 25 | 138 | 133 | 5   | 91  | 50.56 |
| 7  | «Кристалл» Саратов        | 60 | 25 | 1  | 11 | 1  | 22 | 129 | 111 | 18  | 89  | 49.44 |
| 8  | «Дизель» Пенза            | 60 | 26 | 1  | 6  | 2  | 25 | 165 | 169 | -4  | 88  | 48.89 |
| 9  | ХК «Липецк»               | 60 | 23 | 1  | 3  | 1  | 32 | 121 | 151 | -30 | 75  | 41.67 |
| 10 | «ТХК» Тверь               | 60 | 20 | 1  | 13 | 0  | 26 | 110 | 137 | -27 | 75  | 41.67 |
| 11 | «Олимпия» Кирово-Чепецк   | 60 | 20 | 1  | 9  | 1  | 29 | 125 | 130 | -5  | 72  | 40    |
| 12 | ЦСК ВВС Самара            | 60 | 18 | 1  | 10 | 2  | 29 | 147 | 167 | -20 | 68  | 37.78 |
| 13 | ХК «Воронеж»              | 60 | 16 | 3  | 6  | 2  | 33 | 147 | 201 | -54 | 62  | 34.44 |
| 14 | «Спартак» Санкт-Петербург | 60 | 14 | 0  | 7  | 2  | 37 | 120 | 203 | -83 | 51  | 28.33 |
| 15 | «Кристалл» Электросталь   | 60 | 11 | 2  | 9  | 2  | 36 | 105 | 192 | -87 | 48  | 26.67 |
| 16 | ХК «Рыбинск»              | 60 | 9  | 2  | 5  | 0  | 44 | 92  | 184 | -92 | 36  | 20    |

### Регулярный сезон «Восток»
| М  | Команда                            | И  | В  | ВО | Н | ПО | П  | ЗШ  | ПШ  | ±Ш  | О   | %О    |
| -- | ---------------------------------- | -- | -- | -- | - | -- | -- | --- | --- | --- | --- | ----- |
| 1  | «Молот-Прикамье» Пермь             | 52 | 38 | 1  | 2 | 0  | 11 | 204 | 92  | 112 | 118 | 75.64 |
| 2  | «Мечел» Челябинск                  | 52 | 31 | 1  | 5 | 1  | 14 | 159 | 108 | 51  | 101 | 64.74 |
| 3  | «Трактор» Челябинск                | 52 | 30 | 1  | 3 | 1  | 17 | 134 | 105 | 29  | 96  | 61.54 |
| 4  | «Казцинк-Торпедо» Усть-Каменогорск | 52 | 29 | 2  | 4 | 1  | 16 | 162 | 115 | 47  | 96  | 61.54 |
| 5  | «Энергия» Кемерово                 | 52 | 28 | 2  | 4 | 1  | 17 | 151 | 110 | 41  | 93  | 59.62 |
| 6  | «Спутник» Нижний Тагил             | 52 | 29 | 0  | 4 | 1  | 18 | 139 | 115 | 24  | 92  | 58.97 |
| 7  | «Газовик» Тюмень                   | 52 | 24 | 0  | 4 | 0  | 24 | 133 | 135 | -2  | 76  | 48.72 |
| 8  | «Мотор» Барнаул                    | 52 | 23 | 1  | 4 | 1  | 23 | 127 | 146 | -19 | 76  | 48.72 |
| 9  | «Зауралье» Курган                  | 52 | 20 | 3  | 7 | 1  | 21 | 142 | 136 | 6   | 74  | 47.44 |
| 10 | «Кедр» Новоуральск                 | 52 | 20 | 2  | 6 | 2  | 22 | 139 | 139 | 0   | 72  | 46.15 |
| 11 | «Южный Урал» Орск                  | 52 | 15 | 0  | 2 | 1  | 34 | 118 | 187 | -69 | 48  | 30.77 |
| 12 | «Казахмыс» Жезгазган-Караганда     | 52 | 12 | 1  | 5 | 0  | 34 | 83  | 165 | -82 | 43  | 27.56 |
| 13 | «Металлург» Серов                  | 52 | 11 | 0  | 5 | 1  | 35 | 123 | 199 | -76 | 39  | 25    |
| 14 | «Динамо-Энергия» Екатеринбург      | 52 | 11 | 0  | 3 | 3  | 35 | 121 | 183 | -62 | 39  | 25    |

Примечание: М — место, И — количество игр, В — выигрыши в основное время, ВО — выигрыши в овертайме, Н — ничьи, ПО — проигрыши в овертайме, П — проигрыши в основное время, ЗШ — забито шайб, ПШ — пропущено шайб, ±Ш — разница шайб, О — очки, %О — процент от возможного количества набранных очков.

### Плей-офф

#### 1/8 финала
- «Зауралье» Курган — «Спартак» Москва 1:3 (3:2 от, 0:2, 0:9, 1:3)
- «Ижсталь» Ижевск — «Спутник» Нижний Тагил 2:3 (4:3, 1:5, 3:2 от, 3:5, 0:2)
- «Кристалл» Саратов — «Мечел» Челябинск 1:3 (0:4, 3:0, 0:1, 1:2)
- «Газовик» Тюмень — ХК «Витязь» Подольск 1:3 (5:1, 0:3, 4:5 бул, 1:4)
- «Дизель» Пенза — «Молот-Прикамье» Пермь 1:3 (1:0, 2:7, 1:2, 3:5)
- «Энергия» Кемерово — «Нефтяник» Лениногорск 3:0 (2:1, 2:0, 4:2)
- «Мотор» Барнаул — «Нефтяник» Альметьевск 0:3 (1:3, 1:2, 1:5)
- «Крылья Советов» Москва — «Трактор» Челябинск 1:3 (2:4, 6:2, 0:2, 2:4)

#### 1/4 финала
- «Спутник» Нижний Тагил — «Спартак» Москва 0:3 (2:6, 1:2, 3:5)
- «Трактор» Челябинск — «Нефтяник» Альметьевск 3:2 (1:0 бул, 3:0, 1:4, 2:3 бул, 4:2)
- «Энергия» Кемерово — «Молот-Прикамье» Пермь 0:3 (0:2, 2:3, 0:1)
- ХК «Витязь» Подольск — «Мечел» Челябинск 0:3 (1:3, 1:3, 0:3)

#### 1/2 финала
- «Мечел» Челябинск — «Спартак» Москва 0:3 (1:2, 1:4, 0:2)
- «Трактор» Челябинск — «Молот-Прикамье» Пермь 1:3 (1:3, 1:2 бул, 2:1 бул, 2:5)

#### За 3 место
- «Трактор» Челябинск — «Мечел» Челябинск 2:1 (2:1, 1:2 от, 1:0 бул)

#### Финал
- «Спартак» Москва — «Молот-Прикамье» Пермь 0:3 (2:6, 2:3 бул, 2:4)